# Renașterea Bănățeană
Renașterea Bănățeană – rumuński dziennik regionalny ukazujący się w Banacie – okręgach Temesz i Caraș-Severin.